# Rogowcowate
Rogowcowate (Tellinidae) – rodzina morskich małży z rzędu Veneroida obejmująca około 200 gatunków o owalnych, jasno ubarwionych muszlach, dorastających do 125 mm długości. Żyją głęboko zakopane w piaszczystym lub mulistym dnie. Żywią się detrytusem zbieranym z powierzchni dna za pomocą bardzo długiego syfonu wpustowego. Rodzina ma kosmopolityczny zasięg występowania. W polskiej strefie Bałtyku występuje rogowiec bałtycki (Macoma balthica) i rogowiec wapienny (Macoma calcarea). 

## Systematyka
Gatunki zaliczane do tej rodziny sklasyfikowano w kilkudziesięciu rodzajach zgrupowanych w 2 podrodzinach, ale klasyfikacja rodzajowa wewnątrz rodziny Tellinidae pozostaje przedmiotem dyskusji badaczy. 
Wybrane rodzaje:
- Apolemetus
- Arcopagia
- Cymatoica
- Gastrona
- Leporimetis
- Macoma
- Psammotreta
- Quidnipagus
- Strigilla
- Tellidora
- Tellina

Rodzajem typowym rodziny jest Tellina.